# We're Only in It for the Money
 (novembre 2013).
Si vous disposez d'ouvrages ou d'articles de référence ou si vous connaissez des sites web de qualité traitant du thème abordé ici, merci de compléter l'article en donnant les références utiles à sa vérifiabilité et en les liant à la section « Notes et références ».
Albums de Frank Zappa and the Mothers of Invention
Absolutely Free
(1967) Lumpy Gravy
(1968)
We're Only in It for the Money est le 3e album de Frank Zappa and the Mothers of Invention. Variant les styles du doo-wop des années 1950 à la surf music des années 1960 en passant par l'orchestral d'avant-garde, l'album a atteint la 30e place dans le classement nord-américain du Billboard, catégorie « album pop ». L'album est une violente satire du mouvement hippie.
Sorti tout d'abord en 1968, il fut réédité en 1986 par Rykodisc avec de nouvelles percussions. Les parties censurées dans l'original furent réintroduites.
La chanson Flower Punk est basée sur Hey Joe.

## Censure
Les premières versions de l'album eurent des parties modifiées ou enlevées, à cause du ton perçu alors comme injurieux. Les titres modifiés dans la première édition sont :
- Who Needs the Peace Corps? : une ligne parlée "I will love the police as they kick the shit out of me" fut coupée.
- Concentration Moon : la description du Velvet Underground et des Mothers of Invention comme 'shitty' (merdique) par une voix chuchotante, fut coupée.
- Absolutely Free : Les lignes parlées "I don't do publicity balling for me" et la remarque "Flower power sucks!" furent supprimées.
- Let's Make the Water Turn Black : la ligne "...I still remember Mama with her apron and her pad" fut supprimée. Zappa explique dans son autobiographie The Real Frank Zappa Book qu'on a coupé cette ligne car un des producteurs du disque pensait que le mot "pad" se référait à des serviettes hygiéniques. Commentaire de Zappa : "That guy needs to see a doctor."
- Mother People : Un couplet contenant 'fucking' et 'shitty' plusieurs fois fut remplacé par un autre.

La version de 1986 introduit des nouvelles parties de basse et de batterie, enregistrées en 1984, respectivement par Arthur Barrow et Chad Wackerman.

## Pochette de l'album
La couverture initialement prévue par Zappa fut placée à l'intérieur de la pochette par Verve Records. Elle reproduisait les mimiques des Beatles sur la pochette de Sgt. Pepper's Lonely Hearts Club Band. Le sosie de Sgt. Pepper est composé d'une assemblée de personnes célèbres dans le fond similaire à celui créé par Peter Blake et devant cette assemblée se trouve le groupe.
Cette parodie de Sgt. Pepper étant à l'intérieur, Verve Records plaça la photo parodiant l'intérieur de Sgt. Pepper à l'extérieur.
Dans la version CD une partie du livret fournit:
1. Une moustache
2. Un billet de banque
3. Des cheveux
4. Un badge téton
5. Un badge de Lieutenant (Avec la tête de Gary Kellgren)

## Réception critique
Le magazine Rolling Stone place l'album en 297e position de son classement des 500 plus grands albums de tous les temps. 
Il est également cité dans l'ouvrage de référence de Robert Dimery Les 1001 albums qu'il faut avoir écoutés dans sa vie et dans un bon nombre d'autres listes.

## Titres
Toutes les compositions sont de Frank Zappa.
| 1.  | Are You Hung Up? (en)                 | 1:25 |
| 2.  | Who Needs the Peace Corps? (en)       | 2:34 |
| 3.  | Concentration Moon                    | 2:22 |
| 4.  | Mom and Dad                           | 2:16 |
| 5.  | Telephone Conversation                | 0:49 |
| 6.  | Bow Tie Daddy                         | 0:33 |
| 7.  | Harry, You're a Beast                 | 1:21 |
| 8.  | What's the Ugliest Part of Your Body? | 1:03 |
| 9.  | Absolutely Free (en)                  | 3:24 |
| 10. | Flower Punk                           | 3:03 |
| 11. | Hot Poop                              | 0:26 |

| 12. | Nasal Retentive Calliope Music                  | 2:02 |
| 13. | Let's Make the Water Turn Black (en)            | 2:01 |
| 14. | The Idiot Bastard Son                           | 3:18 |
| 15. | Lonely Little Girl                              | 1:09 |
| 16. | Take Your Clothes Off When You Dance (en)       | 1:32 |
| 17. | What's the Ugliest Part of Your Body? (Reprise) | 1:02 |
| 18. | Mother People                                   | 2:26 |
| 19. | The Chrome Plated Megaphone of Destiny          | 6:26 |

## Musiciens
The Mothers of Invention
- Frank Zappa : guitare, piano, claviers, chant, voix
- Jimmy Carl Black : percussion, trompette, batterie, chant
- Roy Estrada : basse, chant
- Billy Mundi : batterie, chant
- Don Preston : basse, claviers
- Bunk Gardner : cuivres, étrangetés marmonnées
- Ian Underwood : piano, claviers, chœurs, cuivres
- Euclid James "Motorhead" Sherwood : saxophones soprano et baryton

Personnel additionnel
- Gary Kellgren : chuchotement
- Euclid James "Motorhead" Sherwood : saxophone baryton, saxophone soprano, chœurs
- Eric Clapton : dialogue sur Are You Hung Up? et Nasal Retentive Calliope Music.
- Dick Barber : chant
- Suzy Creamcheese Pamela Zarubica : voix au téléphone, chant

## Production
- Production : Frank Zappa
- Production exécutive : Tom Wilson
- Ingénieurs du son : Gary Kellgren, Dick Kunc
- Remixage, Édition : Dick Kunc
- Arrangements, Conception et Édition : Frank Zappa
- Direction artistique, Travail artistique et Conception : Cal Schenkel
- Photographie : Jerry Schatzberg
- Conseiller en mode : Tiger Morse
- Costumes : Billy Mundi

## Classement
Album - Billboard (Amérique du nord)
| Année | Catégorie  | Position |
| ----- | ---------- | -------- |
| 1968  | Pop Albums | 30       |